# Tour-d'Auvergne
Tour-d'Auvergne é uma comuna francesa na região administrativa de Auvérnia-Ródano-Alpes, no departamento Puy-de-Dôme. Estende-se por uma área de 48,63 km². Em 2010 a comuna tinha 666 habitantes (densidade: 13,7 hab./km²).